# 絲原記念館
絲原記念館（いとはらきねんかん）は、島根県奥出雲町にある歴史資料館。たたら製鉄で栄えた「鉄師御三家」絲原家の記念館。
併設施設に、国の登録有形文化財・絲原家居宅、国の登録記念物・絲原氏庭園、林間散策路・洗心乃路（せんしんのみち）、大正建築を改装したカフェ・茶房十五代（さぼうじゅうごだい）がある。

## 概要

### 絲原記念館
1980年（昭和55年）開館。絲原家に伝わる歴史資料や美術工芸品を展示している。主な所蔵品に、県の有形文化財でもある藤原定家筆『明月記』断簡をはじめ、千利休・松平不昧・池大雅・円山応挙・長沢蘆雪・田能村竹田・田能村直入らの作品がある。

### 絲原家居宅
「絲原家居宅」は、江戸時代後期建築の客殿棟、1924年（大正13年）建築の母屋棟などからなる。江戸時代には松江藩主の本陣宿にもなり、近代には与謝野鉄幹・与謝野晶子夫妻、近衛文麿、田能村直入が宿泊した。2004年に国の登録有形文化財に登録された。現在も当主家族が居住している。

### 絲原家庭園

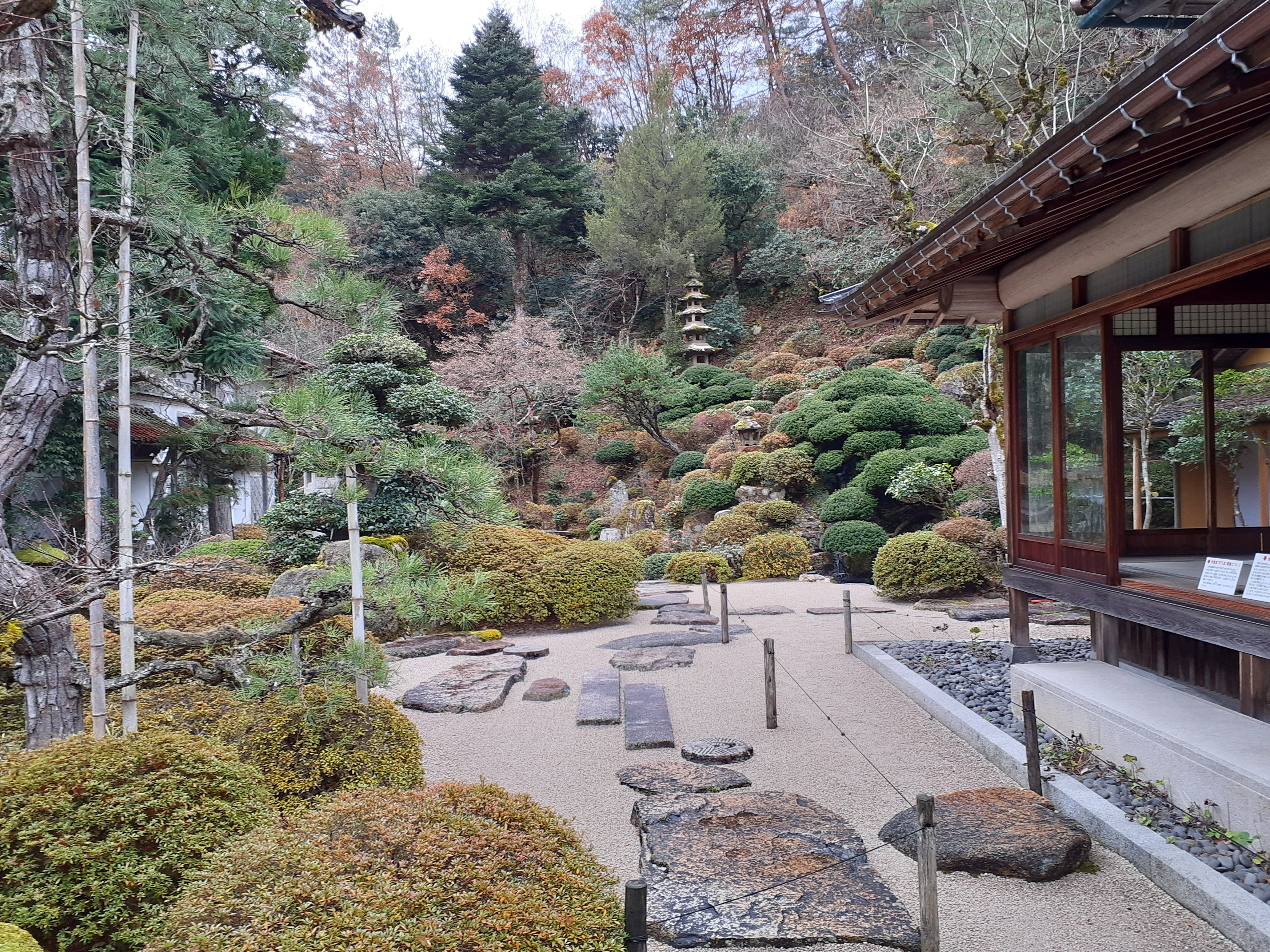
絲原家庭園（絲原氏庭園）

「絲原家庭園（絲原氏庭園）」は、近代に造られた池泉回遊式の日本庭園であり、出雲流庭園の一例とされる。作庭手法として、山々の借景や、松平不昧お抱えの庭師・沢玄丹の飛石の手法が使われている。2018年に「絲原氏庭園」として、国の登録記念物に登録された。

### 洗心乃路
「洗心乃路」は、番頭・手代の住居や砂鉄採取場の跡地に造られた林間散策路であり、季節の草花が植えられている。

### 茶房十五代
「茶房十五代」は、登録有形文化財の大正建築を改装したカフェ。2018年にオープンした。

## 絲原家
絲原家は田部家・櫻井家とともに奥出雲の「鉄師御三家」と称される。
江戸時代初期、中世武家の末裔だった初代が広島から奥出雲に移り帰農した後、たたら製鉄を開業。江戸時代中期に現在地に移った。大正後期、洋式製鉄の普及を受け家業を山林業に転換するとともに、12代絲原武太郎・13代絲原武太郎は貴族院議員を務め、木次線の開通に関わった。

## ロケ地
映画『絶唱』（1958年）、TBS系テレビドラマ『LEADERS リーダーズ』（2014年）のロケ地になっている。